# Фаленопсис Афродиты
Фаленопсис Афродиты (лат. Phalaenopsis aphrodite) — эпифитное трявянистое растение семейства Орхидные. Назван в честь богини любви Афродиты. 

Вид не имеет устоявшегося русского названия, в русскоязычных источниках обычно используется научное название Phalaenopsis aphrodite

## Естественные разновидности и ихсинонимы
По данным Королевских ботанических садов в Кью:
- Phalaenopsis aphrodite subsp. aphrodite
  - syn. Phalaenopsis amabilis Lindl., 1838, nom. illeg.
  - syn. Phalaenopsis ambigua Rchb.f., 1862
- Phalaenopsis aphrodite subsp. formosana Christenson 2001

## Биологическое описание
Эпифит. Моноподиальное растение средних размеров. Стебель укороченный, длина листьев от 15 до 30 см. Похож на Phalaenopsis amabilis, отличается особенностями строения цветка и их меньшим размером, примерно 7,5 см вместо 10 см у Ph. amablis. В природе пик цветения с декабря до апреля. Цветонос до 90 см, кистеобразный или метельчатый.

## Ареал и экологические особенности

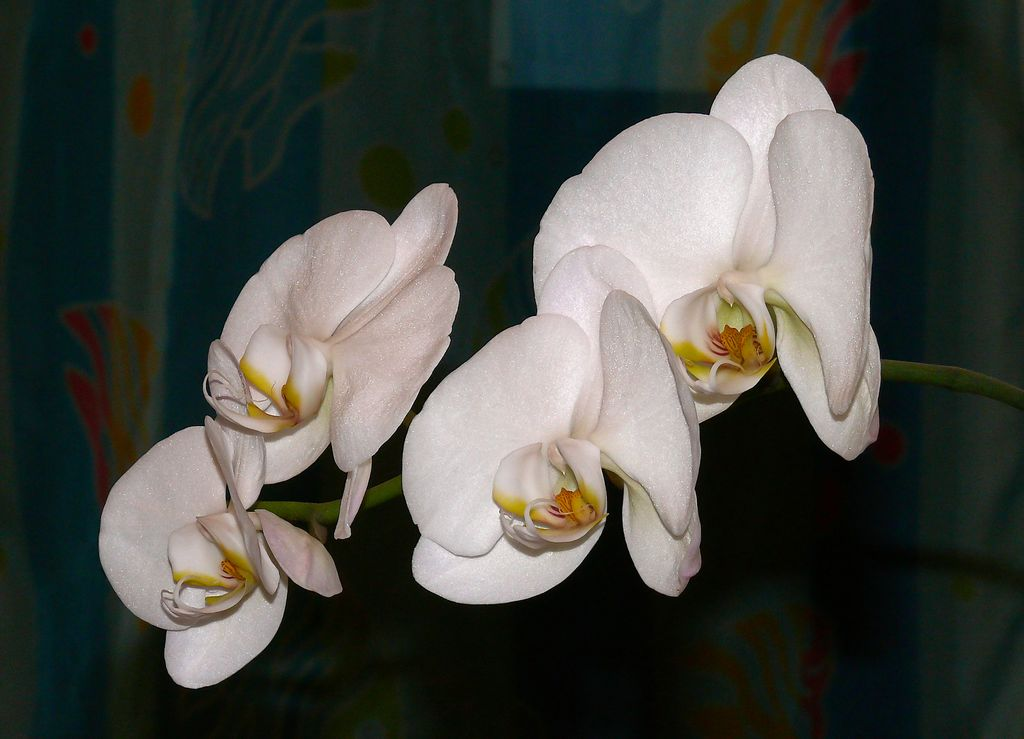

Филиппины, Тайвань (практически исчез). 
 На стволах и ветвях деревьев в тенистых и влажных местообитаниях в первичных и вторичных лесах. 
 Средние температуры на Филиппинах в течение года меняются не значительно (ночью в январе 19 °C, в июле 25 °C; денем в январе 25 °C, в июле 30 °C). Максимальное кол-во осадков в августе — сентябре (350—400мм), минимальное с февраля по май (100—150мм).

## История описания
Первым европейцем обнаружившим и описавшем Фаленопсис афродиты был иезуит, Георг Жозеф Камэль (1661—1706). Линней пренебрег его работой и этот прекрасный вид не появился в первом списке орхидей. 

История этого вида в ботанических садах Европы началась с того, что в 1837 году несколько растений были отправлены на корабле из Манилы в Англию. Пережить морское путешествие суждено было только одному растению из всей партии, которое оказалось у владельца орхидного питомника в Тутинге мистера Роллисона. В том же году этот фаленопсис зацвел и был ошибочно причислен к уже известному тогда виду Phalaenopsis amabilis. Лишь после долгой путаницы это растение получило статус нового вида.

## В культуре
Температурная группа — теплая. Для нормального цветения желателен перепад температур день/ночь в 5-8°С.
Требования к освещению: 1000—1200 FC, 10760—12912 lx. Прямых солнечных лучей не переносит.
Дополнительная информация о агротехнике в статье Фаленопсис.

## Первичныегибриды(грексы)
- Alger — aphrodite × sanderiana (Vacherot) 1930
  - syn. Yoshino — aphrodite × sanderiana (Iwasaki) 1924
- Aprodite’s Bell — bellina × aphrodite (Orchids Ltd (R-J. Quené)) 2005
- Ariadne — aphrodite × stuartiana (Veitch) 1896
- Bataan — amabilis × aphrodite (Rapella Orchid Co) 1943
- Childhood Dream — aphrodite × kunstleri (Paul Lippold) 2003
- Gilles Gratiot — aphrodite × amabilis var. rimestadiana (Dr Jean Gratiot) 1920
- ×intermedia — aphrodite × equestris (Veitch) 1886 (Природный гибрид, обнаружен на Филиппинах)[4]
- ×leucorrhoda — aphrodite × schilleriana (Природный гибрид) 1875
- Pierrot — aphrodite × lueddemanniana (John H Miller) 1961
- San Shia Spot — aphrodite × inscriptiosinensis (Hou Tse Liu) 2006
- Snow Twinkle — tetraspis × aphrodite (Orchids Ltd (R-J. Quneé)) 2004